# Life Is Strange
Life is Strange là một trò chơi điện tử phiêu lưu đồ họa nhiều tập được phát triển bởi Dontnod Entertainment và được phát hành bởi Square Enix cho Microsoft Windows, PlayStation 3, PlayStation 4, Xbox 360, và Xbox One. Năm tập của trò chơi được phát hành định kỳ thông suốt năm 2015. Cốt truyện của trò chơi tập trung vào Max Caulfield, một cô học sinh nhiếp ảnh 18 tuổi phát hiện ra rằng mình có khả năng quay ngược thời gian bất cứ lúc nào, đưa ra các lựa chọn khác nhau và gây ra hiệu ứng cánh bướm. Sau khi nhìn thấy một cơn bão sẽ đến trong tương lai, Max cần phải ngăn chặn nó phá hủy thị trấn cô đang sống. Các lựa chọn của người chơi sẽ ảnh hưởng đến các sự kiện sau đó, và có thể chọn lại khi có cơ hội quay ngược thời gian. Các nhiệm vụ thu thập và làm thay đổi bối cảnh trò chơi là những đặc điểm tiêu biểu của dòng trò chơi giải đố, dùng những cây đối thoại để trò chuyện và tìm kiếm thông tin.
Quá trình phát triển Life is Strange bắt đầu từ tháng 4 năm 2013. Nó được hình thành dưới hình thức nhiều tập từ ban đầu, vì cả lý do tài chính lẫn sáng tạo. Các nhà phát triển nghiên cứu môi trường của trò chơi bằng cách đi đến vùng Tây Bắc Thái Bình Dương, và phá vỡ các khuôn mẫu thông thường để tạo hình nên các nhân vật. Các phản hồi của người chơi cũng ảnh hưởng đến các tập sau. Hành trình của nhân vật là điểm nhấn của trò chơi. Trong quá trình phát hành, Life is Strange nhìn chung nhận được nhiều đánh giá khả quan về sự phát triển của nhân vật, cơ chế quay ngược thời gian và xử lý các chủ đề cấm kỵ. Nó nhận được hơn 75 giải thưởng Game of the Year và tiếp tục tăng. Một số chỉ trích thường thấy bao gồm những từ lóng được sử dụng, lồng tiếng chưa chuẩn và đẹp ở những tập đầu, và mạch truyện không thống nhất. Trò chơi đã bán được hơn 3 triệu bản tính đến tháng 5 năm 2017. Phần tiếp theo, Life is Strange 2, sẽ được phát hành vào tháng 9 năm 2018.

## Cách chơi
Life is Strange là trò chơi phiêu lưu đồ họa chơi từ góc nhìn thứ ba. Hệ thống quay ngược thời gian cho phép người chơi thực hiện lại những hành động đã làm trước đó. Người chơi còn có thể khám xét và tương tác với các đồ vật, con người để giải đố dưới dạng những nhiệm vụ thu thập và thay đổi bối cảnh trò chơi. Những vật dụng thu thập được vẫn sẽ được giữ lại kể cả sau khi quay ngược thời gian.
Người chơi có thể khám phá nhiều địa điểm khác nhau nằm trong bối cảnh giả tưởng Vịnh Arcadia (tiếng Anh: Arcadia Bay) và giao tiếp với các NPC. Các cuộc đối thoại có thể quay ngược thời gian để nói lại trong khi các cây đối thoại được sử dụng để giao tiếp. Khi một sự kiện bị quay ngược thời gian và coi như chưa từng xảy ra với các NPC, thông tin người chơi thu thập được trước khi quay ngược thời gian vẫn được giữ lại. Các lựa chọn sẽ thay đổi và ảnh hưởng đến cốt truyện của người chơi cả về những hậu quả trước mắt và hậu quả sau này. Những lựa chọn trông như có vẻ tốt nhưng hóa ra lại ảnh hưởng xấu đến sau này.

## Cốt truyện
Life is Strange xảy ra ở địa điểm giả tưởng Vịnh Arcadia, Oregon vào tháng 10 năm 2013, và được kể lại từ góc nhìn của Maxine "Max" Caulfield (Hannah Telle lồng tiếng), một học sinh lớp 12 của Học viện Blackwell. Trong giờ nhiếp ảnh của thầy Mark Jefferson (Derek Phillips lồng tiếng), Max nhìn thấy cảnh tượng một ngọn hải đăng bị một cơn lốc xoáy phá hủy. Lúc đang ở trong nhà vệ sinh để lấy lại bình tĩnh, cô chứng kiến cảnh người bạn cùng lớp Nathan Prescott (Nik Shriner lồng tiếng) giết một cô gái trong cơn giận dữ. Ngay khoảnh khắc ấy khả năng quay ngược thời gian của Max được kích hoạt và cứu mạng cô gái bị bắn, hóa ra là người bạn thuở nhỏ của Max - Chloe Price (Ashly Burch lồng tiếng). Hai người đoàn tụ và đi dạo ở gần ngọn hải đăng, và Max tiết lộ khả năng của mình cho Chloe. Và cô chắc rằng những gì cô thấy trước đó có thể sẽ xảy ra trong tương lai và phá hủy thị trấn. Ngày hôm sau, Max thấy được cảnh bạn cùng lớp Kate Marsh (Dayeanne Hutton lồng tiếng) bị bắt nạt vì một viral video của Kate đang hôn các bạn trai khác ở một bữa tiệc được phát tán trên mạng.
Gặp Chloe tại quán ăn nơi mẹ của cô - Joyce Price (Cissy Jones lồng tiếng) làm việc, họ quyết định thử nghiệm với năng lực của Max tại sân chơi bí mật của cô. Tuy nhiên sử dụng năng lực quá nhiều làm Max bị chảy máu mũi và ngất. Chloe đưa Max trở lại Blackwell, nhưng lớp học bị ngừng vì tất cả mọi người gọi nhau ra ngoài. Kate tự sát bằng cách nhảy từ tầng thượng ký túc xá nữ xuống. Max định quay ngược thời gian nhưng cuối cùng thời gian lại bất ngờ dừng hẳn, cô đi lên chỗ Kate, cố gắng thuyết phục Kate đi xuống. Cuối cùng Max tìm ra những gì thực sự đã xảy ra với Kate và Rachel Amber, người bạn đang mất tích của Chloe. Max và Chloe đột nhập vào phòng hiệu trưởng đêm đó để điều tra, sau đó lẻn ra hồ bơi rồi chạy trốn khỏi David Madsen (Don McManus lồng tiếng), bảo vệ trưởng của Blackwell và bố dượng của Chloe, và chạy về nhà của Chloe. Sáng hôm sau, hai người lẻn vào nhà di động của Frank Bowers (Daniel Bonjour lồng tiếng), một tên buôn thuốc phiện và là bạn của Rachel, họ biết được rằng Rachel và Frank đang yêu nhau nhưng giấu Chloe, khiến cho Chloe nổi khùng vì có cảm giác bị phản bội. Max quay trở lại ký túc xá của mình, ngắm nhìn bức ảnh hồi xưa của cô chụp cùng Chloe và đột nhiên quay trở lại thời điểm bức ảnh được chụp. Max ngăn chặn được cái chết vì bị tai nạn xe hơi của William (Joe Ochman lồng tiếng), bố của Chloe, dẫn đến việc tạo ra một thực tại khác, ở thực tại mới này William vẫn còn sống nhưng Chloe lại bị tai nạn do va chạm khi cô lái chiếc xe do William tặng và liệt từ phần cổ trở xuống.
Max lại dùng bức ảnh để quay lại quá khứ, không cứu William nữa, trở về thực tại Chloe không bị tai nạn. Tiếp tục điều tra, Max và Chloe tìm được những dấu vết dẫn họ đến một nông trại bỏ hoang thuộc quyền sở hữu của gia đình Prescott hùng mạnh. Họ tìm thấy một căn phòng bí mật chứa những bức ảnh của Kate, Rachel và nhiều cô gái khác bị trói và đánh thuốc, và họ còn biết được Rachel bị chôn ở sân chơi bí mật của Chloe. Họ chạy đến sân chơi và tìm thấy xác của Rachel bị chôn, khiến Chloe sụp đổ và tuyệt vọng. Tiếp đó Max theo sau Chloe đến bữa tiệc của CLB Vortex để tìm Nathan, với ý nghĩ rằng nạn nhân tiếp theo của hắn là bạn cùng lớp Victoria Chase (Dani Knights lồng tiếng). Họ nhận được tin nhắn từ Nathan đe dọa hắn sẽ phá hủy hết các bằng chứng, nên hai người quay lại sân chơi. Khi đến sân chơi, họ bị thầy Jefferson mai phục, hắn đánh thuốc mê Max và nã một phát đạn vào đầu Chloe. Max bị bắt cóc và trói ở dưới "Darkroom" (buồng tối rửa ảnh), nơi Jefferson đánh thuốc nhiều cô gái khác và chụp ảnh sự ngây thơ của họ. Max lại dùng một bức ảnh để quay trở lại tiết học nhiếp ảnh của Jefferson ở đầu game. Cô báo cho David sự việc và khiến Jefferson bị bắt giữ.
Max có cơ hội đến San Francisco và một bức ảnh của cô được trưng bày tại một buổi triển lãm nghệ thuật. Trong sự kiện, cô gọi cho Chloe, và nhận ra rằng dù đã cố gắng hết sức, cô vẫn không ngăn được cơn bão đến và phá hủy Vịnh Arcadia. Max quay trở lại thời điểm cô chụp bức ảnh được trưng bày, xé bức ảnh, sau đó rơi vào một cơn ác mộng. Sau khi thoát ra khỏi cơn ác mộng, Max và Chloe quay lại ngọn hải đăng và thấy được sự thật rằng chính Max đã tạo nên cơn bão bằng việc thay đổi quá khứ lẫn tương lai quá nhiều lần, bắt đầu bằng việc cứu Chloe khỏi bị bắn chết. Để cơn bão biến mất Max cần phải quay trở lại quá khứ và không sử dụng sức mạnh của mình nữa. Max phải đối diện với hai lựa chọn: hy sinh mạng sống của Chloe và cứu Vịnh Arcadia hoặc mặc kệ Vịnh Arcadia và ở bên Chloe.